# Morte e funeral de Estado de Ronald Reagan
Em 5 de junho de 2004, Ronald Wilson Reagan, o 40º Presidente dos Estados Unidos, morreu em consequência de sua luta contra o mal de Alzheimer por quase uma década. Seu funeral de Estado decorrente ocorreu por uma semana inteira em todo os Estados Unidos. Após a morte de Reagan, seu corpo foi removido de sua residência em Bel Air, Los Angeles para uma firma funerária em Santa Mônica. No dia 7 de junho, o ataúde de Reagan foi transportado por carruagem até a Biblioteca Presidencial Ronald Reagan, em Simi Valley, onde foi exposto para velório público. No dia 9 de junho, o ataúde foi transportado para Washington, D.C., para os serviços públicos em honra do presidente no Capitólio.
Após o velório público de trinta e quatro horas na Rotunda do Capitólio dos Estados Unidos, um funeral de Estado foi conduzido na Catedral Nacional de Washington, em 11 de junho, data declarada dia de luto nacional pelo então presidente George W. Bush. No mesmo dia, após as cerimônias, o ataúde foi transportado de volta à Califórnia. Reagan foi o primeiro presidente estadunidense a falecer no século XXI.

## Morte

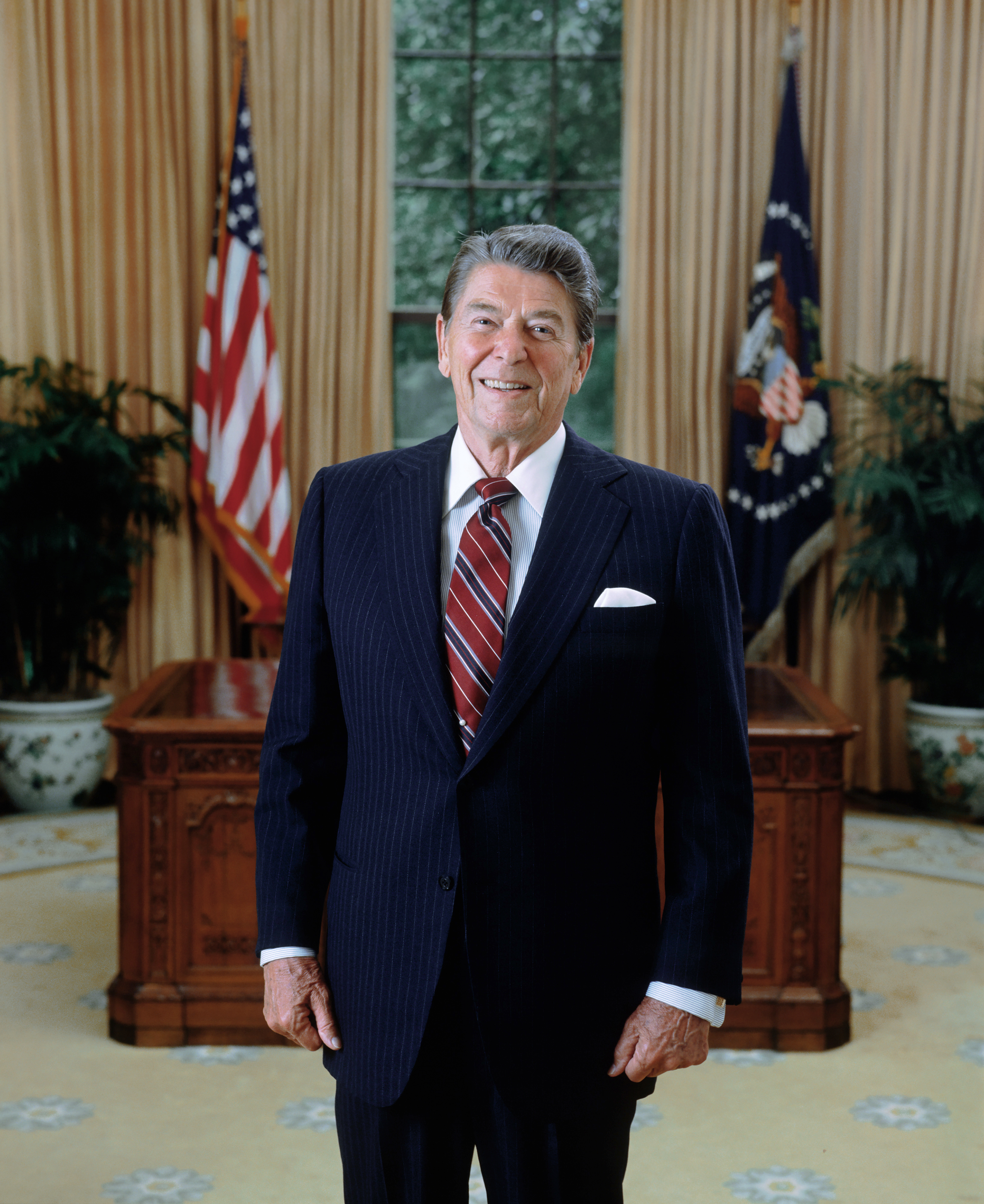
Retrato oficial do segundo mandato de Ronald Reagan como Presidente dos Estados Unidos, 1985.

Na manhã de 5 de junho de 2004, foram publicados rumores de que a saúde de Reagan havia se deteriorado, após nove anos de tratamento contra o mal de Alzheimer. Reagen faleceu diante de um quadro de pneumonia em sua residência pessoal às 13:09 da tarde, aos 93 anos de idade. 
Quando do falecimento, o então Presidente George W. Bush encontrava-se em Paris e recebeu o comunicado durante uma coletiva de imprensa. No dia seguinte, Bush publicou a nota oficial:
| “ | Este é um triste momento na história da América. A vida de um grande americano chegou ao fim. Eu acabo de falar com Nancy Reagan. Em nome de toda a nação, Laura e eu oferecemos-lhe e a toda a família Reagan nossas preces e nossas condolências. Ronald Reagan conquistou o respeito da América com sua grandeza e ganhou seu amor por sua bondade. Teve a confiança que vem com convicção, a força que vem com caráter, a graça que vem com humildade, e o humor que vem com sabedoria. Ele deixa uma nação que restaurou e um mundo que ajudou a salvar. Durante os anos do Presidente Reagan, a América sepultou uma era de divisão e dúvidas sobre si mesmo. E por conta de sua liderança, o mundo sepultou uma era de medo e tirania. Agora, ao sepultar nosso líder, nós dizemos 'obrigado'. Ele sempre nos dizia que o melhor ainda estava por vir para a América. Nos confortamos no conhecimento de que esta é a sua realidade também. Seu trabalho está feito e agora, uma cidade reluzente o aguarda. Que Deus abençoe a Ronald Reagan. | ” |

As bandeiras estadunidenses expostas na Casa Branca, em todo o território estadunidense e por em todas as instalações e representações do país em todo o mundo foram içadas a meio-mastro por trinta dias, após proclamação oficial de George W. Bush. No anúncio oficial da morte de Reagan, Bush também decretou o dia 11 de junho como dia nacional de luto.
Algumas homenagens internacionais a Reagan incluíram as de Isabel II, da ex-primeira-ministra britânica Margaret Thatcher, do antigo líder soviético Mikhail Gorbachev e do então Premiê britânico Tony Blair. Outros dignatários estrangeiros a homenagearem Reagan foram Brian Mulroney, Paul Martin e Jacques Chirac. Martin também sugeriu que Adrienne Clarkson determinasse todas as bandeiras do Canadá em todo o mundo a meio-mastro, observando juntamente com os norte-americanos o luto oficial de 11 de junho. Na Alemanha, o então Chanceler Gerhard Schröder também ordenou que as bandeiras fossem hasteadas a meio-mastro em honra a Ronald Reagan.
Pessoas de todo o globo marcaram a morte de Reagan através de tributos e condolências nas embaixadas e consulados estadunidenses no exterior, assim como em locais relacionados à sua trajetória política, incluindo sua biblioteca presidencial, seu local de nascimento em Tampico, Illinois, e a casa de fraternidade Tau Kappa Epsilon, em Eureka.
Após a morte de Reagan, a continuidade das campanhas eleitorais presidenciais foram consideradas um ato de desrespeito à semana de luto oficial e, então, suspensa. As eleições federais canadenses foram adiadas após Paul Martin, Stephen Harper e Jack Layton suspenderem suas campanhas temporariamente em respeito a Reagan.

## Funeral

### Biblioteca Reagan

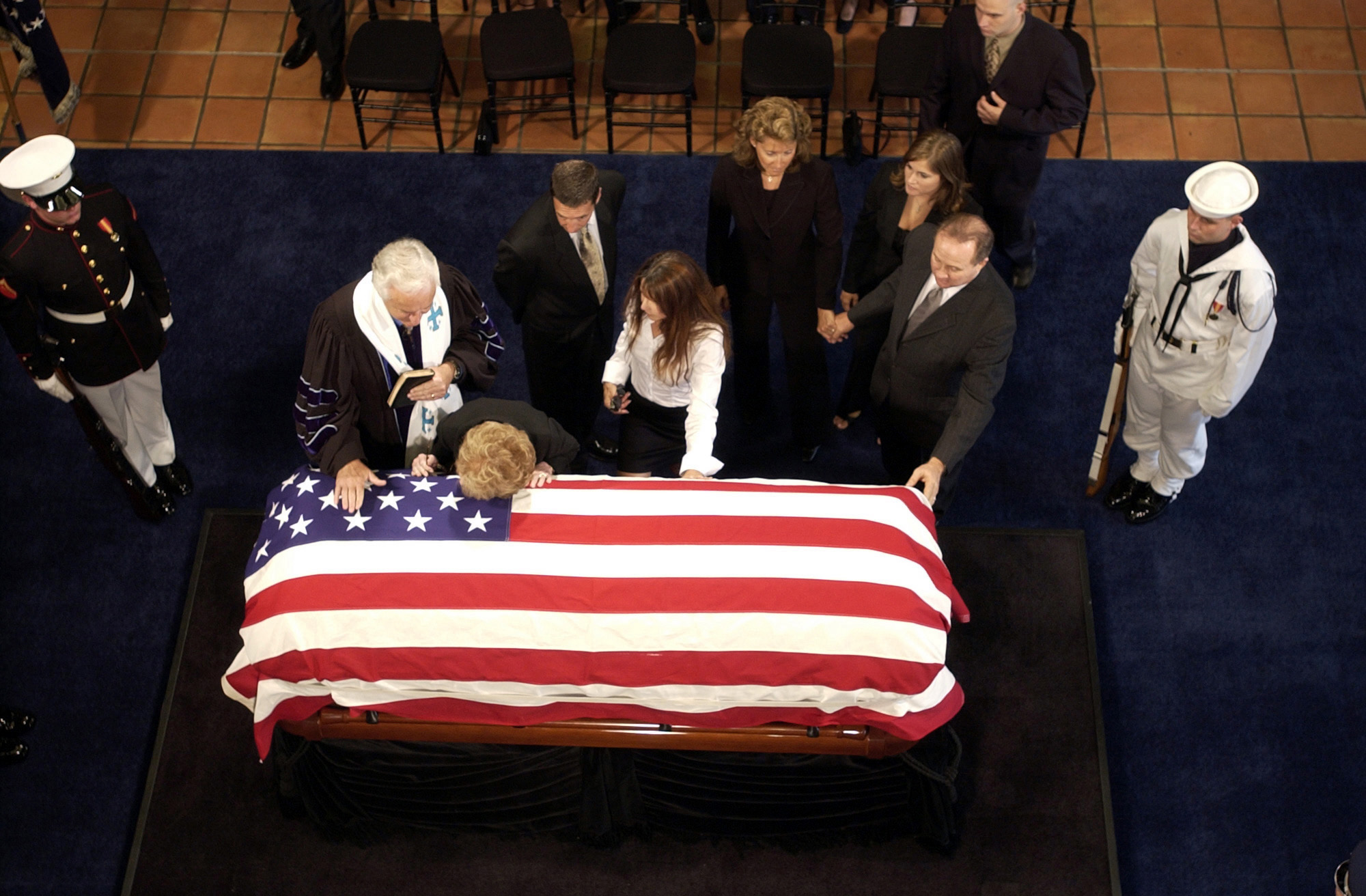
Família Reagan no serviço fúnebre particular na Biblioteca Presidencial Ronald Reagan.

No dia 7 de junho, o corpo de Reagan foi removido da agência funerária e conduzido por carruagem em uma carreata até a Biblioteca Presidencial Ronald Reagan, na cidade de Simi Valley, Califórnia.
O ataúde de Reagan, em modelo Marsellus Masterpiece, foi carregado em honras militares por membros de todos os ramos das Forças armadas dos Estados Unidos até o salão principal da biblioteca, onde foi exposto para as homenagens públicas. Em seguida, um breve culto religioso foi celebrado pelo Reverendo Michael H. Wenning, antigo pastor da Igreja Presbiteriana de Bel Air, onde os Reagan congregavam. Quando o culto foi encerrado, Nancy Reagan e a família aproximaram-se do ataúde para prestar suas últimas homenagens ao patriarca. Após a saída da família Reagan, a Biblioteca Presidencial foi aberta para que o público pudesse ter acesso ao corpo do ex-presidente. Estima-se que cerca de 108 mil pessoas visitaram o local para despedir-se de Ronald Reagan.

### Em Washington, D.C.
Cortejo fúnebre

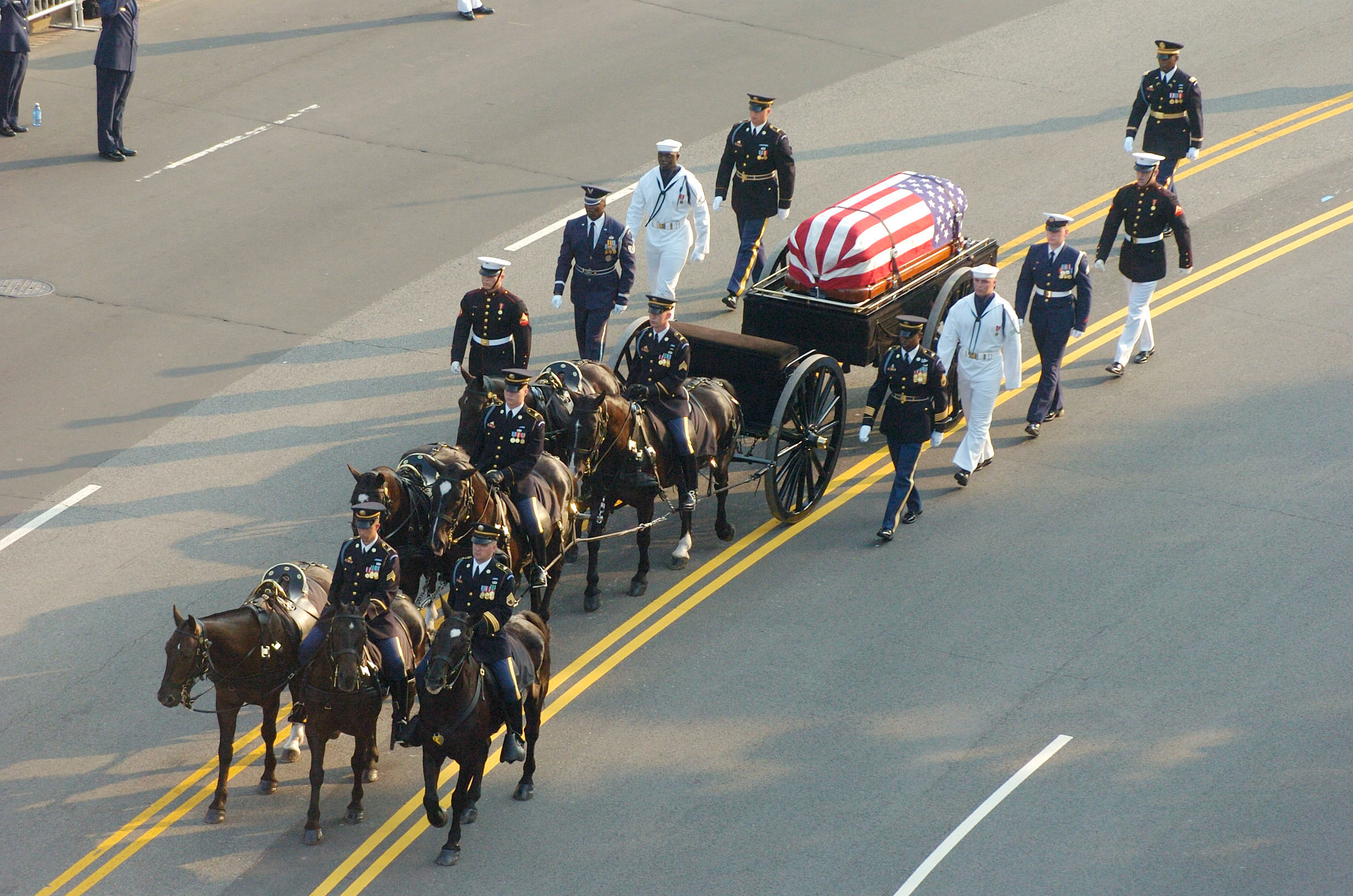
Cortejo fúnebre de Ronald Reagan em direção ao Capitólio dos Estados Unidos.

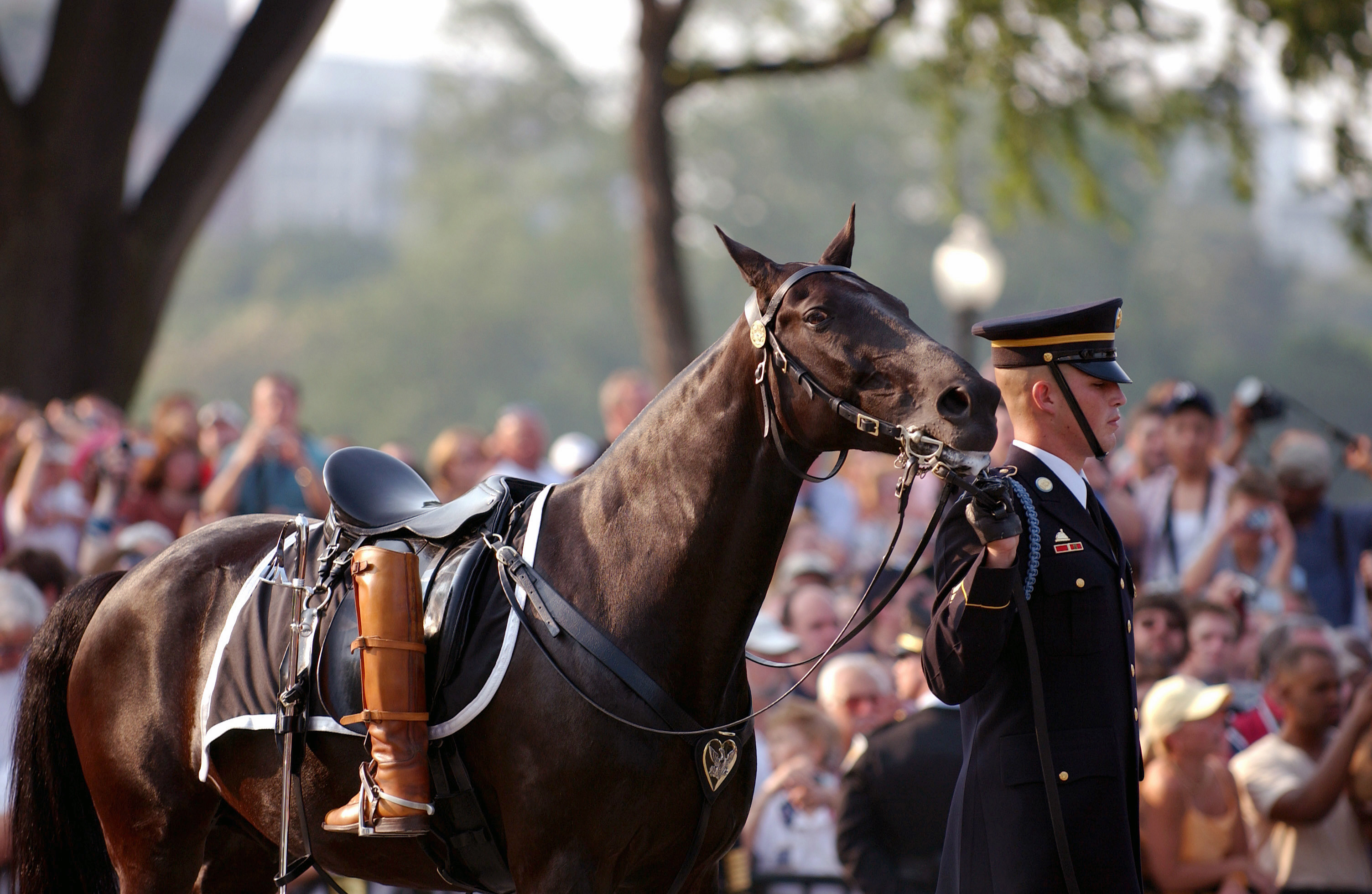
O tradicional "cavalo sem cavaleiro", representando a morte de um líder, carregando as botas que pertenceram à Reagan.

Em 9 de junho, o ataúde foi transportado em carreata para a Base Aeronáutica de Point Mugu, em Oxnard, Califórnia. A base havia sido utilizada por Reagan em suas viagens ao estado durante sua presidência. O ataúde foi transportado até a cidade de Washington, D.C. pelo SAM 28000, um dos dois Boeing 747-200, que servem à Presidência dos Estados Unidos. A comitiva foi liderada pela viúva, Nancy Reagan, que foi também a última a embarcar na aeronave. A aeronave deixou Oxnard às 9:40 da manhã. 
A comitiva desembarcou na Base Aérea Andrews, em Maryland e o caixão foi transportada em um longo cortejo fúnebre pelos subúrbios de Maryland e Virgínia até chegar em Washington, D.C. O cortejo, depois, atravessou a Ponte Memorial Arlington, circundando o Lincoln Memorial e chegando à Avenida Constituição.
Um pouco antes da aterrissagem do avião, o Capitólio foi evacuado por um curto período por conta da aeronave transportando Ernie Fletcher, Governador do Kentucky, que acabou invadindo o espaço aéreo restrito. O incidente foi atribuído a problemas de comunicação entre a aeronave e o aeroporto e não afetou os eventos programados para o funeral.
Próximo ao Ellipse, diante da Casa Branca, o caixão foi transferido para um armão para seguir em cortejo até o Capitólio. Nancy Reagan acompanhou o ato, sendo reverenciada pelo público presente. A carruagem foi seguida pelos batalhões de infantaria e por veículos conduzindo os familiares. Unidades militares escoltaram o caixão ao som de tambores. Na atual da Rua 45, um esquadrão de F-15s sobrevoou o cortejo em formação missing man.
No Capitólio
Na chegada do cortejo ao Capitólio dos Estados Unidos, unidades militares performaram o hino "Hail to the Chief", o hino presidencial estadunidense, juntamente com uma salva de tiros. O ataúde foi colocado na fachada oeste do Capitólio, principalmente por ser o local da primeira posse de Reagan e por conta da direção do estado da Califórnia. Dois grupamentos de carregadores transportaram o caixão até a entrada do Capitólio para a execução do hino "The Battle Hymn of the Republic".
O ataúde foi recebido na entrada do Capitólio por Nancy Reagan e sua escolta pessoal, o Major-general Galen B. Jackman. Em seguida militares puseram o ataúde na Rotunda, a maior das salas do Capitólio, sobre o catafalco de Lincoln. Um serviço memorial foi prestado na presença de membros do Congresso, membros da Suprema Corte dos Estados Unidos e diplomatas. O Reverendo Daniel Coughlin, capelão da Câmara dos Representantes, fez a invocação; enquanto o Presidente do Senado Ted Stevens, o Presidente da Câmara Dennis Hastert e o Vice-presidente Dick Cheney fizeram eulogias a Reagan.
Após os discursos, cada um dos três deixou uma coroa de flores sobre o caixão. Em seguida, o Reverendo Barry Black, Capelão do Senado, concedeu a benção final. Cheney conduziu Nancy Reagan ao caixão, onde ela se despediu de seu marido. Os dignatários na sala prestaram sua últimas homenagens durante os trinta minutos posteriores. Como raramente ocorre, as portas do Capitólio foram abertas ao acesso público para que a população prestasse suas últimas homenagens ao ex-Presidente Reagan.

### Funeral de Estado

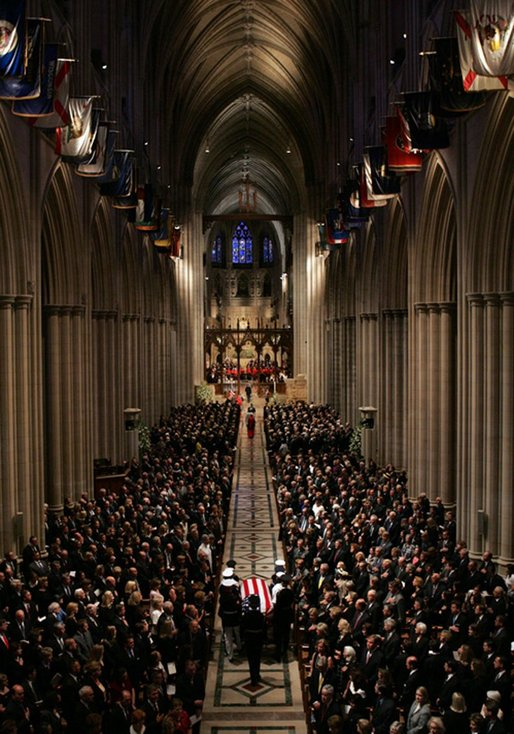
Uma multidão recebe o ataúde de Reagan na Catedral Nacional de Washington no dia 11 de junho.

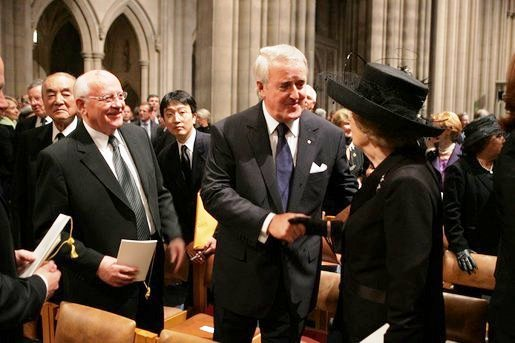
Yasuhiro Nakasone (à esquerda), Mikhail Gorbachev (o segundo à esquerda), Brian Mulroney (ao centro) e Margaret Thatcher (à direita) cumprimentam-se durante o funeral de Estado de Reagan.

Após o velório de trinta e quatro horas de duração, as portas do Capitólio fora fechadas ao público e Nancy Reagan permaneceu a sós com o caixão. Um guarda de honra conduziu o ataúde para o exterior do prédio, onde foi novamente saudado com uma salva de tiros de canhão. Após a saudação, foi colocado em um carro fúnebre rumo à Catedral Nacional de Washington, onde uma cerimônia oficial seria celebrada.
Dignatários
Em torno de 4 mil pessoas reuniram-se na Catedral Nacional de Washington para assistir ao serviço fúnebre, incluindo o Presidente George W. Bush e a Primeira-dama Laura Bush e seus pais George H. W. e Barbara Bush. Outros ex-presidentes e ex-primeiras-damas também estavam presidentes, como Gerald e Betty Ford, Jimmy e Rosalynn Carter e Bill e Hillary Clinton. Membros do Congresso dos Estados Unidos e governadores estaduais também marcaram presença. 
Alguns dignatários estrangeiros também compareceram, representando 165 nações. Os dignatários incluíam 36 chefes de Estado e de governo, além do Secretário-geral das Nações Unidas Kofi Annan. Liderando o corpo de representantes estrangeiros, estavam Mikhail Gorbachev, Margaret Thatcher, Brian Mulroney e Carlos, Príncipe de Gales (representando oficialmente a Rainha Isabel II). O então Primeiro-ministro britânico Tony Blair e sua esposa Cherie, Gerhard Schröder, Yasuhiro Nakasone, Silvio Berlusconi, os presidentes Hamid Karzai e Ghazi al-Yawer e o Rei Abdullah II também estiveram presentes. Os líderes mundiais que estiveram presentes na cimeira do G8, na Geórgia, mas não quiseram estender a visita para participar do funeral homenagearam Ronald Reagan no evento, como Paul Martin, Jacques Chirac, Vladimir Putin, Bertie Ahern e Junichirō Koizumi. A presença da Presidente irlandesa Mary McAleese foi considerada especial, já que a política homenageou as raízes irlandesas de Reagan, relembrando sua visita oficial ao país em 1984.
O funeral de Ronald Reagan foi o maior em toda a história dos Estados Unidos, desde a morte de John F. Kennedy em 1963. Inclusive a filha de Kennedy, Caroline, e seu marido Edwin Schlossberg, compareceram ao evento.